# Koninklijke Nederlandse Maatschappij tot Bevordering der Tandheelkunde
De Koninklijke Nederlandse Maatschappij tot Bevordering der Tandheelkunde (KNMT) is een beroepsorganisatie van tandartsen en tandartsspecialisten in Nederland. De organisatie heeft de vorm van een vereniging.
De vereniging werd, als Nederlandse Maatschappij tot Bevordering der Tandheelkunde (NMT), opgericht op 14 februari 1914 en telde honderd jaar later ruim 8000 leden. De vereniging heeft tot doel bij te dragen aan een goede mondgezondheid van alle inwoners van Nederland en om tandartsen en tandartsspecialisten te ondersteunen, zodat zij een goede tandheelkundige zorg kunnen verlenen. De vereniging heeft veertien regionale afdelingen met elk een afdelingsbestuur en centraal een hoofdbestuur en een bureauorganisatie. Het predicaat Koninklijk ontving de NMT op 14 februari 2014 tijdens het jubileumcongres, uit handen van minister Edith Schippers van Volksgezondheid. De naam is sindsdien KNMT.
Naast de KNMT kende Nederland nog een tweede beroepsorganisatie, de Associatie Nederlandse Tandartsen (ANT). Deze is per 1 januari 2021 door fusie met de KNMT opgehouden te bestaan.
De KNMT is mede-initiatiefnemer van het Kennisinstituut Mondzorg (KiMo), dat richtlijnen gaat ontwikkelen voor tandartsen om zo te komen tot de beste mondzorgbehandeling voor de patiënt.